# Construction des octonions basée sur le corps à 8 éléments
Cet article de mathématiques décrit une construction de l'algèbre des octonions utilisant le corps à huit éléments.
Cette construction de l'algèbre est une alternative à celle de Cayley-Dickson appliquée aux quaternions, permettant une vérification moins ardue et plus élégante des propriétés de la base canonique des octonions. Pour justifier l'affirmation qu'on obtient bien ainsi la même algèbre (à isomorphisme près), la preuve de cet isomorphisme est donnée à la fin (cf. corollaire 2 ).

## Définition de l'algèbre
On part d'un espace vectoriel V de dimension 8 sur {\displaystyle \mathbb {R} } dont on indexe une base par les éléments du corps fini à 8 éléments F8. La base en question sera donc notée (ex) où x parcourt ce corps. On fait de V une algèbre (non nécessairement associative ni commutative) sur {\displaystyle \mathbb {R} } en définissant le produit de deux éléments de base par la formule suivante, où x et y sont des éléments quelconques de F8 :
(*) {\displaystyle e_{x}e_{y}=(-1)^{h(x,y)}e_{x+y}} où h(x,y) = Tr(x6y)
Ici, Tr désigne la fonction Trace TrF8/F2 de F8 sur le corps fini F2 (ou Z/2Z). C'est l'application de F8 dans F2 définie par :
Tr(x) = x + x2 + x4
En effet, F8 étant une  exension galoisienne finie sur F2, Tr(x) est la somme des s(x) où s parcourt le groupe de Galois de F8 sur F2. Ce groupe est engendré par l'automorphisme de Frobenius {\displaystyle x\to x^{2}}, et les éléments de G sont les automorphismes {\displaystyle x\to x}, {\displaystyle x\to x^{2}} et {\displaystyle x\to x^{4}}.

## Premières conséquences
Compte tenu du fait que x7 = 1 pour tout x non nul dans F8 (car le groupe des éléments non nuls de F8 est d'ordre 7), on a :
{\displaystyle h(x,y)=\mathrm {Tr} (x^{6}y)=x^{6}y+x^{12}y^{2}+x^{24}y^{4}=x^{6}y+x^{5}y^{2}+x^{3}y^{4}}
La fonction Tr est une forme linéaire non nulle sur F8 considéré comme espace vectoriel de dimension 3 sur F2. Son noyau H est donc de dimension 2 et contient trois éléments non nuls w qui vérifient donc w + w2 + w4 = 0, d'où 1 + w + w3 = 0, c'est-à-dire w3 = w + 1  (on est en caractéristique 2). On vérifie qu'un tel w engendre le groupe multiplicatif F8*. Ainsi F8 = F2[w] et (1, w, w2) est une base de F8 sur F2. Dans cette base, Tr vérifie Tr(1) = 1, Tr(w) = 0, Tr(w2) = 0, d'où :
H = F2w + F2w2 = {0, w, w2, w + w2}
où w + w2 = w4. Les éléments de trace 1 sont ceux de :
F8\H = 1 + H = {1, 1 + w, 1 + w2, 1 + w + w2} = {1, w3, w6, w5}
puisque 1 + w2 = (w + w3)/w = 1/w = w6 et 1 + w + w2 = (w3 - 1)/(w - 1) = w/w3 = w-2 = w5.

## Symétries des éléments de base
De la définition du produit (*) résulte une symétrie circulaire des éléments de la base choisie de V autres que 1, comparable à celle des quaternions i,j,k. Comme  x6y = y/x si x est non nul, on a h(zx,zy) = h(x,y) pour x, y, z dans F8 tels que z soit non nul. Par suite, pour z dans F8*, l'endomorphisme uz de V tel que uz(ex) = ezx pour x dans F8 est un automorphisme d'algèbre de V. Si on pose {\displaystyle i_{m}=e_{w^{m}}} pour {\displaystyle 0\leq m\leq 6}, alors uw transforme im en im+1 pour m<6, i6 en i0 et e0 en lui-même.
L'automorphisme de Frobenius {\displaystyle t:x\to x^{2}} de F8 fournit un autre automorphisme d'algèbre de V puisque Tr(t(x)) = Tr(x): celui-ci transforme ex en et(x) et est d'ordre 3.

## Propriétés fondamentales de la multiplication des éléments de base
1) e0 est élément unité de V.
2) Pour tout x dans F8*, ex2 = - e0
3) Pour x, y dans F8, ey ex = +/- ex ey où le signe moins est à prendre si et seulement si x et y sont linéairement indépendants dans l'espace vectoriel F8 sur le corps F2.
4) Pour x, y, z dans F8, (ex ey) ez = +/-  ex (ey ez) où le signe moins est à prendre si et seulement si x, y et z sont linéairement indépendants dans l'espace vectoriel F8 sur F2.

## Conséquences

### Corollaire 1
Si x et y sont deux éléments de F8 linéairement indépendants sur F2, et S le sous-espace vectoriel de F8 qu'ils engendrent, alors {\displaystyle \{e_{z},z\in S\}} est une base d'une sous-algèbre W de V isomorphe à l’algèbre des quaternions {\displaystyle \mathbb {H} } sur {\displaystyle \mathbb {R} }. En outre, par transport de structure (en), e0 est son propre conjugué et celui de ez pour z non nul dans S est - ez.

### Corollaire 2
V est isomorphe à l'algèbre des octonions 𝕆.
En effet, soit (x,y,z) une base de F8 sur le corps F2  et définissons W et S comme dans le corollaire 1. Posons {\displaystyle j=e_{z}}. L'application :
{\displaystyle (q,q')\in W\times W\to q+q'j\in V}
est évidemment un isomorphisme d'espaces vectoriels sur {\displaystyle \mathbb {R} }. Les éléments de V peuvent ainsi être mis en correspondance avec un couple de quaternion. Il suffit alors de prouver que le produit dans V correspond au produit des octonions comme couple de quaternions et vérifier que :
{\displaystyle q(q'j)=(q'q)j},
{\displaystyle (qj)q'=(q\,{\overline {q'}})j},
{\displaystyle (qj)(q'j)=-{\overline {q'}}q} pour tout {\displaystyle q,q'} dans W.